# Пион Делавея
Пион Делавея (лат. Paeonia delavayi) — очень изменчивый вид растений рода Пион семейства Пионовые (Paeoniaceae), относится к группе древовидных пионов.
Китайское название — 滇牡丹 (diān mǔ dān).

## Синонимы
В синонимику данного вида входят следующие названия
- Paeonia delavayi var. alba Bean
- Paeonia delavayi subsp. angustiloba (Rehder & E.H.Wilson) B.A.Shen
- Paeonia delavayi var. angustiloba Rehder & E.H.Wilson
- Paeonia delavayi var. atropurpurea Schipczinsky
- Paeonia delavayi subsp. lutea (Delavay ex Franchet) B.A.Shen
- Paeonia delavayi var. lutea (Delavay ex Franchet) Finet & Gagnepain
- Paeonia delavayi var. lutea f. superba Lemoine
- Paeonia franchetii Halda
- Paeonia handel-mazzettii Halda
- Paeonia lutea Delavay ex Franchet
- Paeonia potaninii Komarov
- Paeonia potaninii f. alba (Bean) Stern
- Paeonia potaninii var. trollioides (Stapf ex Stern) Stern
- Paeonia trollioides Stapf ex Stern

## Ботаническое описание
Листопадный кустарник высотой до 0,2—1,8 метра.
Корни бугристые.
Стебли светло-коричневые.
Цветки 6—10 см в диаметре. Прицветники различаются по форме и размеру, в количестве 1—5.
Чашелистики 2—9, зелёные, зелёно-розовые, фиолетовые или пурпурно-красные (1,3-3,7 × 0,6-2,3 см).
Лепестков от 4 до 16, обычно 7—11, жёлтые, иногда белые, зеленовато-жёлтые, жёлтые с красноватым краем; с жёлто-красным или пурпурно-красным пятном у основания.
Тычиночные нити жёлтые, розово-красные или тёмно-пурпурно-красные.
Пыльники желтые, розовые, красные или темно-пурпурно-красные.
Плодолистиков 2—5 (реже 6—8).
Созревшие стручки коричневые, продолговато-яйцевидные, 2-3,5 × 1-1,5 см.
Семена чёрно-коричневые.

## Распространение
Китай (Сычуань, северо-восточный Тибет, Юньнань). Сухие сосновые или дубовые леса, заросли, реже травянистые склоны или поляны в еловых лесах; от 2000 до 3600 метров над уровнем моря.

## В культуре
Предпочитает нейтральные или слегка щелочные почвы.
Переносит зимние понижения температуры до −28.8 °C.
Дополнительно см.: Древовидные пионы.

## В медицине
Из корней пиона Делавея готовят препараты, оказывающие подавляющее действие на различные бактерии: золотистого стафилококка, стрептококка и пневмококков, а также на кишечную палочку, возбудителей брюшного тифа и холеры. Настойка корня также является болеутоляющим, успокаивающим и противосудорожным средством, также используется при лечении дизентерии, а также может быть использована для лечения аллергического ринита.
Используется при лечении лихорадки, фурункулёза, нарушениях менструального цикла, кровотечений из носа, язв, раздражительности и желудочно-кишечных инфекций. Используется только под наблюдением квалифицированного врача.

## Таксономия
Вид Пион Делавея входит в род Пион (Paeonia) монотипного семейства Пионовые (Paeoniaceae) порядка Камнеломкоцветные (Garryales).
|  |                                      |  |                                                              |                                                              |                               |  | ещё 12 семейств (согласно Системе APG III) |  |  |            |                  |
|  |                                      |  |                                                              |                                                              |                               |  |                                            |  |  |            |                  |
|  |                                      |  |                                                              | порядок Камнеломкоцветные                                    |                               |  |                                            |  |  |            | вид Пион Делавея |
|  |                                      |  |                                                              | порядок Камнеломкоцветные                                    |                               |  |                                            |  |  |            | вид Пион Делавея |
|  | отдел Цветковые, или Покрытосеменные |  |                                                              |                                                              | монотипное семейство Пионовые |  | род Пион                                   |  |  |            |                  |
|  | отдел Цветковые, или Покрытосеменные |  |                                                              |                                                              |                               |  | род Пион                                   |  |  |            |                  |
|  |                                      |  | ещё 44 порядка цветковых растений (согласно Системе APG III) | ещё 44 порядка цветковых растений (согласно Системе APG III) |                               |  |                                            |  |  | ещё 31 вид |                  |
|  |                                      |  |                                                              | ещё 44 порядка цветковых растений (согласно Системе APG III) |                               |  |                                            |  |  |            |                  |